# Platja de Can Sopa
La platja de Can Sopa és una platja natural del municipi de Sant Pere Pescador (Alt Empordà), situada al golf de Roses, entre la platja de Can Nera i la platja de Cal Cristià, enfront del càmping l'Àmfora. És una de les vuit platges en les quals es divideix el front marítim de Sant Pere Pescador. Té una longitud de 784 m i una amplada de 60 m, formada de sorra fina, formant dunes de poca profunditat. Disposa de servei de vigilància, de salvament i socorrisme durant l'estiu.
El nom de la platja prové de la masia Mas Sopes, situada al Parc Residencial Empúries.